# ジェイアールバス東北山形支店
ジェイアールバス東北山形支店（ジェイアールバスとうほくやまがたしてん）は、かつて山形県山形市にあったJRバス東北の営業所である。
本項では、山形県西置賜郡小国町にあった小国営業所についても記述する。

## 所在地
山形県山形市香澄町1丁目1番地1号

## 沿革
- 1951年（昭和26年）4月1日 - 新潟鉄道管理局象潟自動車営業所小国支所を開設。
- 1965年（昭和40年）10月1日 - 新潟自動車営業所小国支所に改組[1]。
- 1980年（昭和55年）10月 - 象潟自動車営業所小国支所に改組[1]。
- 1985年（昭和60年）3月20日 - 信越地方自動車部の廃止により東北地方自動車部管轄となる。
- 1987年（昭和62年）4月1日 - 東日本旅客鉄道（JR東日本）東北自動車部 小国自動車営業所となる。
- 1988年（昭和63年）4月1日 - ジェイアールバス東北 小国営業所となる。
- 1990年（平成2年）10月23日 - 仙台 - 新潟線高速バス「WEライナー」運行開始、担当営業所となる（のち仙台支店に移管）。

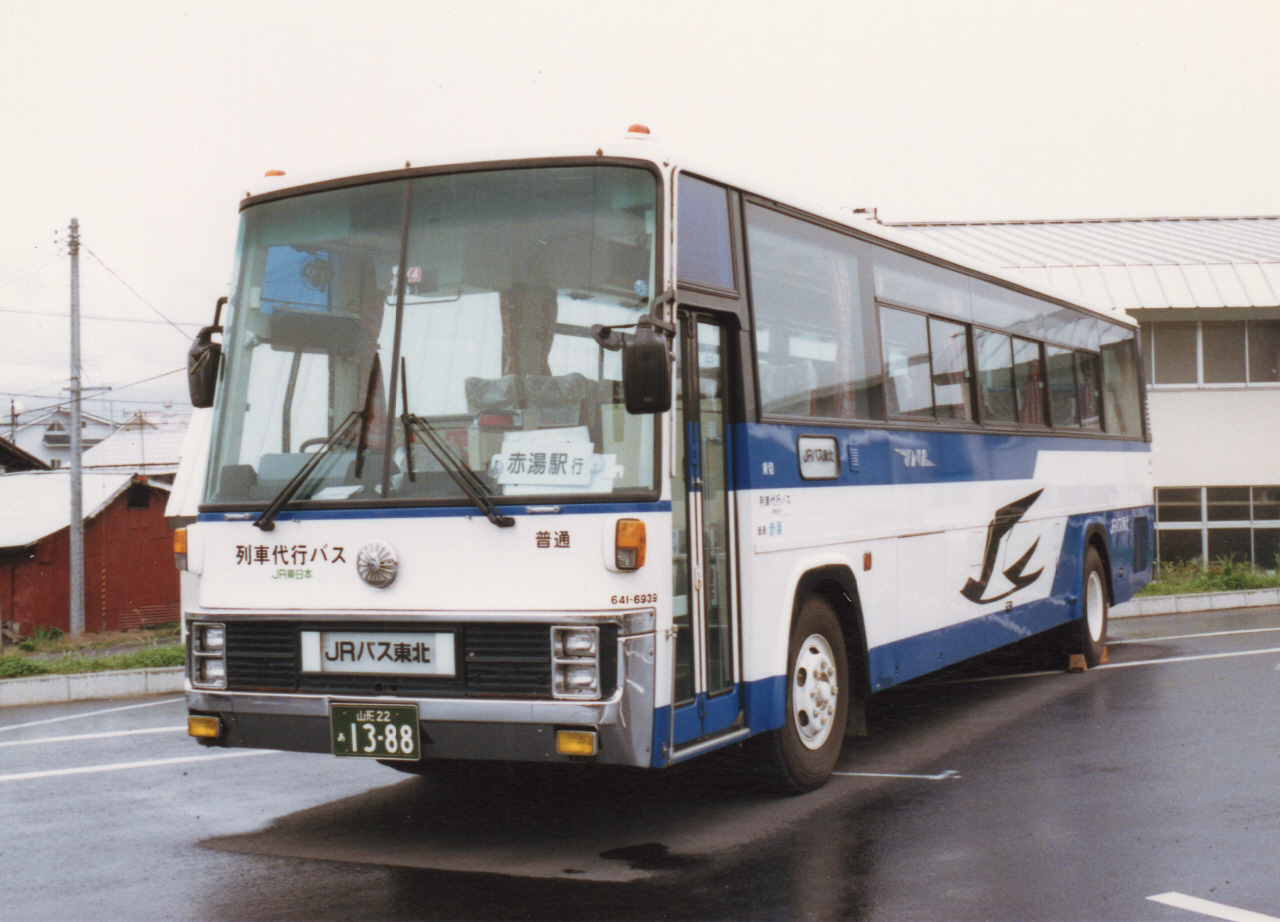
山形新幹線工事に伴う代行バス（赤湯営業所時代）

- 1991年（平成3年）8月27日 - 奥羽本線（福島 - 山形間）の山形新幹線直通化による改軌工事開始に伴い、南陽市に赤湯営業所を開設、列車代行バス運行開始。
- 1992年（平成4年）6月30日 - 列車代行バス運行終了、赤湯営業所を廃止。
- 1995年（平成7年）3月31日 - 小国町内路線廃止、貸切専業となる。
- 1996年（平成8年）
  - 4月14日 - 小国営業所を廃止[1]。
  - 4月15日 - 神町駅構内にジェイアールバス東北 山形営業所開設（貸切専業）[2]。
- 1999年（平成11年）
  - 3月12日 - 奥羽本線（山形 - 新庄間）の山形新幹線延伸に伴う改軌工事開始に伴い、列車代行バス運行開始。
  - 12月3日 - 列車代行バス運行終了。
- 2001年（平成13年）7月2日 - 寒河江駅移転工事開始に伴い、左沢線列車代行バス運行開始。
- 2002年（平成14年）2月15日 - 左沢線代行バス運行終了。
- 2003年（平成15年）
  - 7月7日 - 山形 - 福島線高速バス運行開始（早朝・深夜のみ運行）。
  - 12月1日 - 山形 - 新宿線高速バス「さくらんぼ号」運行開始。
- 2004年（平成16年）
  - 3月12日 - 山形 - 福島線廃止。
  - 4月1日 - 山形支店に昇格、山形市へ移転。
- 2006年（平成18年）1月11日 - 「さくらんぼ号」昼行便廃止に伴い、山形支店を廃止（夜行便「ドリームさくらんぼ号」は仙台支店に移管）。

## 所管していた路線

### 小国営業所時代

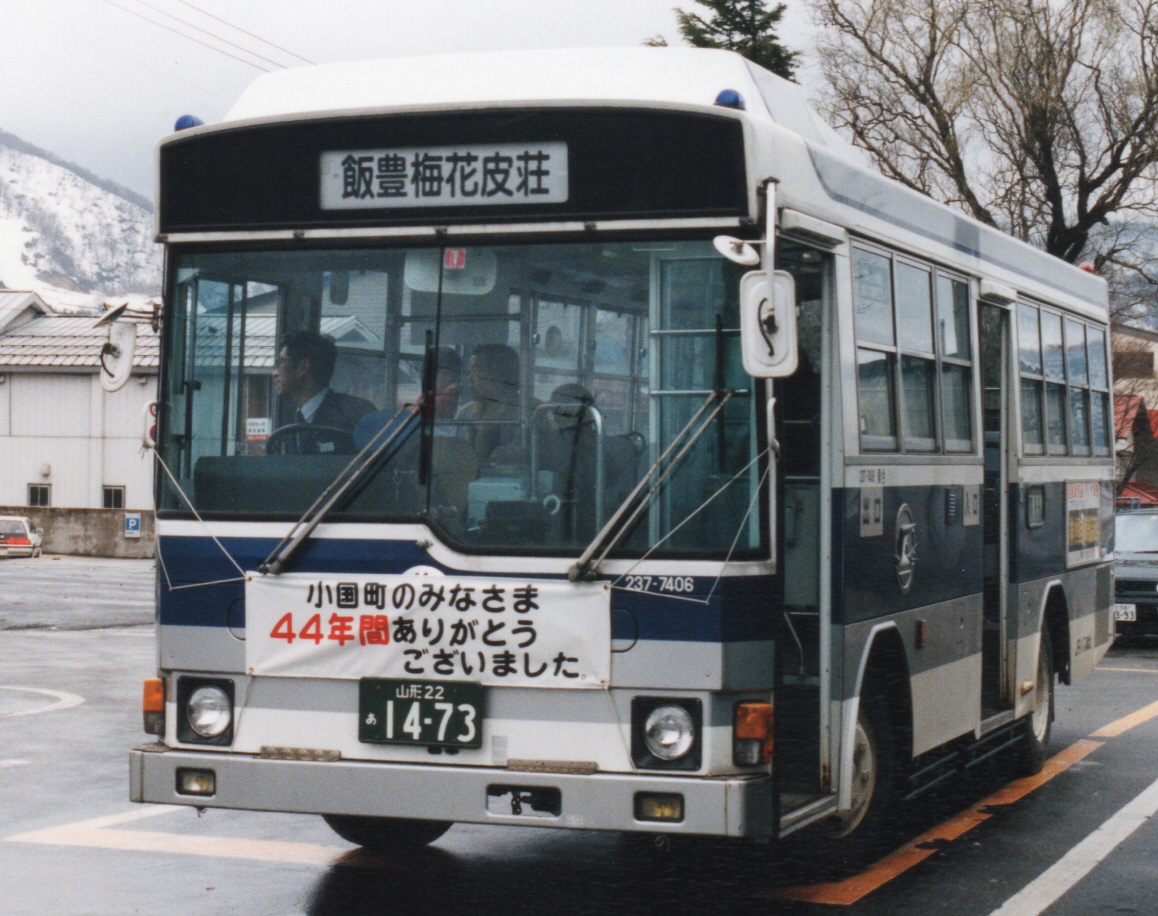
小国線 237-7406

#### 小国線
- 小国駅 - 赤芝峡 - 玉川口駅 - 長者原 - 飯豊梅花皮荘 - 飯豊山荘
飯豊梅花皮荘 - 飯豊山荘間は夏季のみ運行。
- 小国駅 - 飯綱橋/電興前 - 羽前焼山 - 朝日平
- 小国駅 - 伊佐領駅 - 下大石沢

### 山形 - 福島線
- 山形駅前 - 原田東 - 福島中央郵便局 - 福島駅東口
山形駅前発5時30分・21時30分、福島駅東口発6時30分・23時30分の2往復運行していた（所要時間1時間30分）。同時期に運行していた福島交通・山形高速バスのピーチライナー (高速バス)（当路線とは共同運行ではない）が日中に運行していたのに対し、当路線は福島駅での東北新幹線の始発・終着に合わせるように早朝・深夜に運行された。なお、福島 - 山形間の鉄道乗車券での乗車も可能であった。